# Masaki Terasoma
Masaki Terasoma (寺杣 昌紀 Terasoma Masaki?) es un seiyū japonés nacido el 8 de mayo de 1962, en Osaka, Japón. Actualmente está afiliado a la empresa Mausu Promotion.

## Roles interpretados
Lista de los roles interpretados durante su carrera.
Los papeles principales están en negrita.

### Anime
2000
- InuYasha como Goryoumaru.

2002
- Naruto como Renga.
- Tokyo Underground como Pyron.

2003
- D.N.Angel como Kosuke Niwa.

2004
- Hi no Tori como Yumihiko (Capítulo amanecer).
- Kyo Kara Maoh! como Adalbeld.
- Madlax como McRae.
- Samurai 7 como Kambei Shimada.
- Samurai Gun como Kaishuu Katsu.

2005
- Tsubasa: RESERVoir CHRoNiCLE como Grosum.

2006
- Ape Escape como Pipotron J
- Bartender como Jefe de Kamishima.
- Black Lagoon: The Second Barrage como Russel (eps.16-18)
- D.Gray-man como Vittorio (eps.16,17)
- Pokémon: Diamante y Perla como Cilent (eps.71, 72)
- Rakugo Tennyo Oyui como Hirakagenai.
- Souten no Ken como Guang-Lin Pan.
- Tokkō como Dr. Shiraishi

2007
- Kaze no Stigma como Juugo Kannagi.
- Moonlight Mile como Kuramochi.
- Naruto Shippūden como Hidan.
- Oh! Edo Rocket como Tenten.
- Shigurui: Death Frenzy como Jingorou Higaki (ep.8)

2008
- Golgo 13 como Ted Stingner (ep.5)
- Gunslinger Girl -Il Teatrino- como 2ºJefe de Sección Rorenfo (ep.1)
- The Tower of Druaga: the Aegis of Uruk como Kleb.

2009
- Fullmetal Alchemist: Brotherhood como Yurie Rockbell.
- Guin Saga como Vanon.
- Shikabane Hime: Kuro como Kanechika Umerhara.
- Sōten Kōro como En Shou (Yuán Shào).
- The Tower of DRUAGA -the Sword of URUK-  como Kelb.

2012
- Sakamichi no Apollon como el Padre de Kaoru.
- Toriko como Midora.

2016
- Fukigen na Mononokean como Manjirō.

2017
- Ao no Exorcist: Kyoto Fujōō Hen como Uwabami Hōjō.
- Onihei Hankachō como Jubei Matsuoka (eps 2, 9).[2]

### OVA
- King of Bandit Jing in Seventh Heaven como Putao (ep.2)
- Mobile Suit Gundam MS IGLOO 2: Jūryoku Sensen como Ben Barberry (ep.1)
- Tsubasa Tokyo Revelations como Fei Wong Reed.

### Películas
- Animal Crossing: La Película como Apollo.
- Ghost in the Shell 2: Innocence como Azuma.
- JAPAN, Our Homeland como Mr. Takii
- Shin Kyūseishu Densetsu Hokuto no Ken: Raoh-den Gekitō no Shō  como Baruga.

### Tokusatsu
- Kamen Rider Black como Shadow Moon (voz).
- Kamen Rider Agito como Tsukasa Ryuuji (eps.18-19)
- Kamen Rider Den-O como Kintaros (voz).
- Kamen Rider Decade como Kintaros (voz).

### Videojuegos
- Final Fantasy XII como Vossler York Azelas.

- Blazblue Calamity Trigger como Jubei.

- Blazblue Continuum Shift como Jubei.

### Doblaje
- Independence Day como Major Mitchell
- Star Wars Episodio II: El Ataque de los Clones como Bail Organa.
- Star Wars Episodio III: La Venganza de los Sith como Bail Organa.